# 李健熙
李健熙（韩语：／ I Geon-hui */?；1942年1月9日—2020年10月25日），韓國企业家，三星创始人李秉喆三子，三星集团第二任会长:22-23。他在《福布斯》2019年全球億萬富豪榜中名列第65位，資產達到169億美元。李健熙1942年生于日治朝鮮慶尚南道，毕业于早稻田大学。1966年从美国MBA留学回国后进入三星旗下的东洋广播公司，2年后任东洋广播理事，1978年升任三星物产副会长，次年升任三星集团副会长。1987年，李秉喆去世后，他接任三星集团会长之职。上任三星会长3个月后，他提出“二次创业宣言”，1993年提出“新经营”，1997－2000年提出“非常经营”，2004年提出“人才库”远景。:23

## 生平

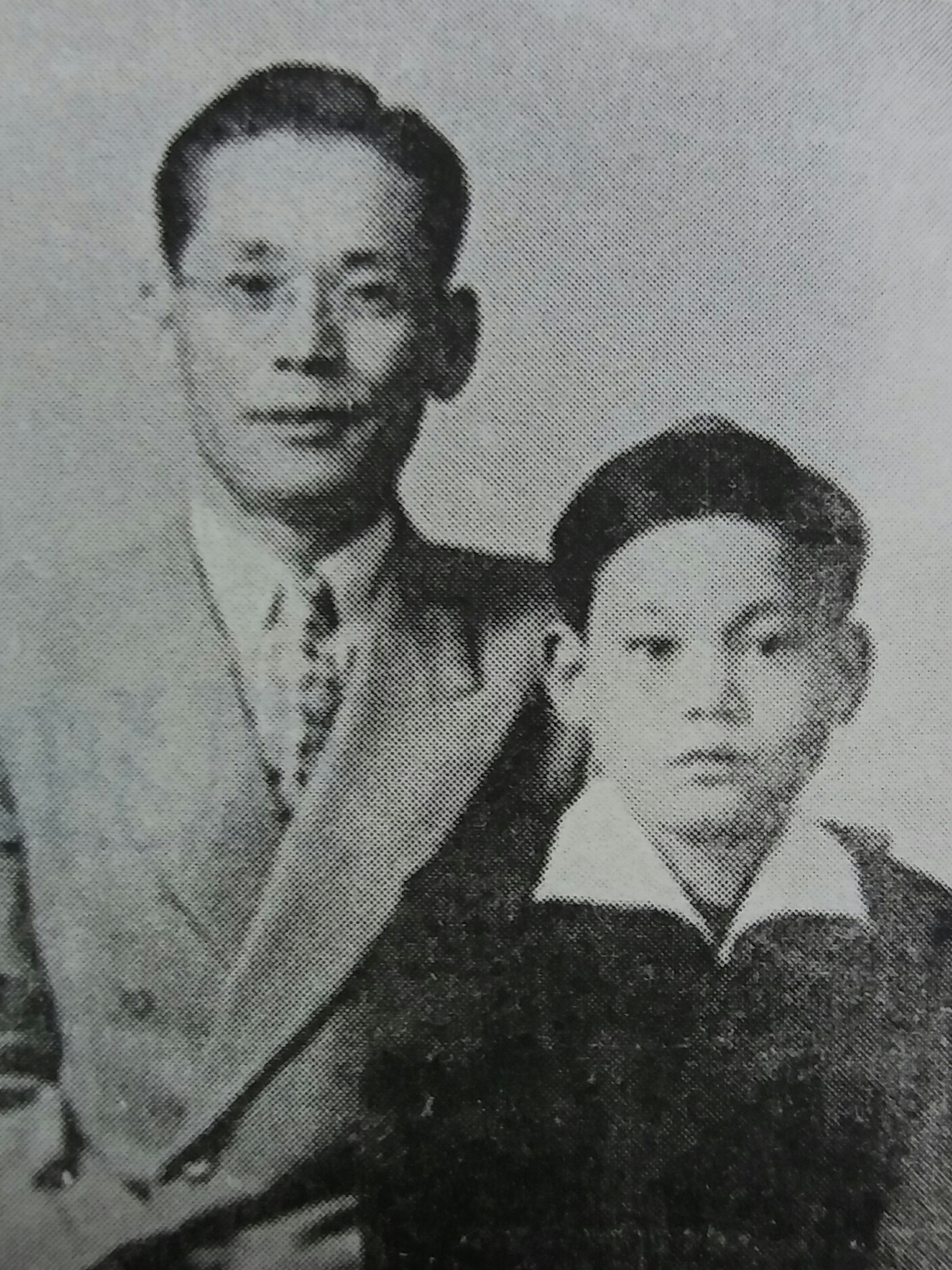
李健熙和父亲李秉喆

李健熙1942年1月9日出生于大邱，是李秉喆的第七个孩子。他有2个哥哥，4个姐姐，和1个妹妹:22。13歲被送到东京接受日式教育。在延世大学读完一年级，轉學到日本早稻田大学商学院。李健熙擅長多種體育，包括摔角、柔道、馬術、高爾夫球。曾擔任業餘摔角協會會長。1965年李健熙在早稻田大學獲得經濟學學位，後赴美留学深造，1966年喬治華盛頓大學獲得MBA学位（第二专业大众传媒）。1966年进入三星下属企业“中央日报-东洋电视台”工作。1967年4月，李健熙与东洋电视台会长洪进基的大女儿洪罗喜结婚。
1974年12月，李健熙對其父李秉喆表示：“爸，就算是只有我一個人，也要試試看那件事。”幾天後，當時任職三星旗下電視台東洋電視台理事的李健熙收購美國kamco投資的韓國半導體，成為三星半導體部門的前身。1978年，李健熙担任三星物产副会长职务。
1987年11月，李秉喆去世，李健熙於該年12月1日就任三星集團新會長。1988年12月，上任届满一周年的纪念日，李健熙宣布第二次创业。1992年2月，李健熙在美國洛杉磯看到三星的電子產品被放在賣場不起眼的角落，讓李健熙理解到，非有一次根本性的改革不可。李健熙是個喜歡亂拆競爭者產品再裝回去的人，李健熙在美國購買科技品自行拆解研究，“回來拆解後發現，三星的零件比別人多，價格卻比別人便宜兩成”。三星重工业商谈员李大远回憶说: “当时拜访李健熙办公室的人，看到书桌上依组装顺序陈列着被拆解的高科技钟表，无不感到惊讶。”1993年，李健熙在德國法蘭克福，進行為期68天的馬拉松會議，提出“新經營宣言”，李健熙表示：“除了老婆孩子一切都要變。”1997年任三星电子株式会社会长，當時三星负债达到170亿美元。
李健熙具有偏执狂式的危机意识。1993年6月，秘书室室长李洙彬建议：“我们现在还不能放弃量的经营。”李健熙聽了很生氣，丢下茶匙，拂袖而去，这就是三星人之间流传的“茶匙事件”。不久，李健熙以玄明官替换李洙彬担任秘书室室长。2002年4月19日，三星集團上下還沉醉在歡樂慶祝氣氛中，李健熙下達召開緊急會議的命令，歷經50小時所進行的高階主管會議，訂定出“新經營二期”。2004年三星電子年獲利103億美元，出口佔南韓全國出口量將近20%，是韓國最大的家族企業。李健熙更發表「天才論」，明確表示延攬全世界天才員工進入三星工作。
李健熙從小就形成了内向的性格，平日沉默寡言，不苟言笑，人稱木鸡。年輕時的李健熙表現並不出色，他的父親原本亦無意將事業交給他處理。李健熙一旦陷入思考，有時候甚至可以連續48小時不睡覺。但是李健熙一旦开口发言，便直指问题核心。洪夏详在《李健熙传》中描寫：“（1995年）在韩国飞往西雅图的飞机上，一位坐在头等舱的中年人正在将手中一款滑盖手机打开又合上，合上又打开，脸上的紧缩的眉头及微微泛白的发际边缘，都在预示着他将要做一个重要的决定。到了地面，他拿出手机拨号给市场部经理，说出了一句让身边工作人员都惊异的话，‘15万部手机全部召回，所有代价我们承担，从今以后不再生产这样的产品。’”
1994年，李健熙曾投資三星汽车，該子公司很快就債臺高築，最後成为集团巨大的包袱。1998年，李健熙將三星汽車卖给法国雷诺公司，合組雷諾三星汽車，李健熙捐出個人財產20億美元來弭平集團虧損。
三星電子會長李健熙和其夫人洪羅喜為“圓佛教”海外傳教事業捐贈了120億韓元，圓佛教目前正利用這筆捐款在美國紐約州哥倫比亞縣修建426英畝的“圓達摩中心”。
1996年成為國際奧林匹克委員會(IOC)委員。
李健熙有烟癮，1999年在德克萨斯州的安德森癌症中心接受肺癌手術，日後還曾患上了肺水腫。
2008年，李健熙宣布辞去三星集团会长。同年7月16日，李健熙以非法转让经营权和逃税為由被首尔中央地方法院判处3年有期徒刑，缓期5年执行。2009年12月31日，李健熙因幫助韓國申辦2018年冬季奥林匹克运动会有功而获得韩国总统李明博特赦。2010年，李健熙回到三星管理層。
2014年5月10日晚，因心臟病送醫急救，直到2015年1月才恢復意識，至2016年仍臥病在床。
2017年，由美国彭博新闻社報導中，因三星電子股票價格不斷創新高，李健熙以185億美元的財富，於全球富豪排得榜中位居第45位。
2020年10月25日，李健熙在首爾三星醫療院病逝，享壽78歲。李健熙將在其位於水原市的家族墓地下葬。

## 爭議
- 李健熙被指控在1989年和1992年向前總統盧泰愚行賄，被判二年緩刑；1997年總統大選前，他贊助李會昌高達一千萬美元政治獻金，引起軒然大波。[14]
- 2008年4月4日韓國三星集團會長李健熙首次接受特別檢察官小組（特檢組）問訊。他在媒體面前否認自己策劃和參與行賄。[15]
- 2008年4月17日李健熙特別檢察組控告逃稅、違反信託、瀆職3項罪名，非法獲利數以億計港元，但脫去最早引發調查的賄賂嫌疑。[16]
- 2008年4月22日李健熙宣布辭去會長一職。其子李在鎔也會辭去他在三星電子內的高職。他又宣布，解散三星集團內握有重大權力的戰略企劃部。[17]三星生命公司會長李洙彬接任集團會長。
- 2009年12月31日，获得韩国总统李明博特赦，以助力韩国申办2018年冬季奥运会。

## 家族
- 祖父：李纉雨（이찬우）（1884－1957）
- 祖母：权氏（권재림）（1885－1959）
  - 父亲：李秉喆（이병철）（1910－1987）
  - 母亲：朴杜乙（박두을）（1907－2000）
    - 长姐：李仁熙（이인희，1929－2019），韩松集团顾问，丈夫赵云海，前三星医疗院理事长。
    - 长兄：李孟熙（이맹희，1931－2015），CJ集团名誉會长。
      - 侄女：李美敬（이미경，1958－），CJ集团副社长。
      - 侄子：李在贤（이재현，1960－），CJ集团社长。
      - 侄子：李在焕（이재환，1962－）

    - 次兄李昌熙（이창희，1933－1991），前Saehan社长。1973年，搜集三星违法行为，李家监禁李昌熙。
      - 侄子：李在宽（이재관，1963－2022）
      - 侄子：李在燦（이재찬，1964－2010），2010年8月18日，跳樓自殺身亡。
      - 侄子：李在元（이재원，1966－）
      - 侄女：李惠珍（이혜진，1967－）

    - 二姐李淑熙（1935－），丈夫为아워홈。
    - 三姐李顺熙（1939－），第一企划顾问。
    - 四姐李德熙（1940－），丈夫为前三星火灾海上保险会长。
    - 妻子洪罗喜（1945－），前三星美術館 Leeum馆长。
      - 长子：李在镕（1968－），三星集团会长。
        - 孫子：李智昊（이지호，2000－）
        - 孫女：李妍贤（이원주，2004－）

      - 长女：李富真（1970－），新羅酒店社長。與前夫任佑宰育有一子。
      - 次女：李叙显（1973－），三星物产时装部门社长。丈夫金载烈（김재열，1968－）是高丽大学和《东亚日报》创始人金性洙的曾孙，现任第一企划体育事业总管社长和大韩冰上竞技联盟会长。
      - 三女：李尹馨（1979－2005），在美国紐約大學留学期间自杀，终年26岁。

    - 五妹李明熙（1943－），新世界百货社长，丈夫为新世界朝鲜酒店名誉会长。
    - 四弟李泰熙（1947－），母具氏（구로다），日本名倉田泰輝，前第一制糖常务。
    - 六妹李惠熙（1952－），母具氏（구로다）。